# Пальчатокоренник Руссова
Пальчатокоренник Руссова (лат. Dactylorhiza russowii)  — вид травянистых растений из рода Пальчатокоренник (Dactylorhiza) семейства Орхидные (Orchidaceae).
Вид назван в честь российского ботаника Эдмунда Руссова (1841—1897), профессора Юрьевского университета.

## Ботаническое описание

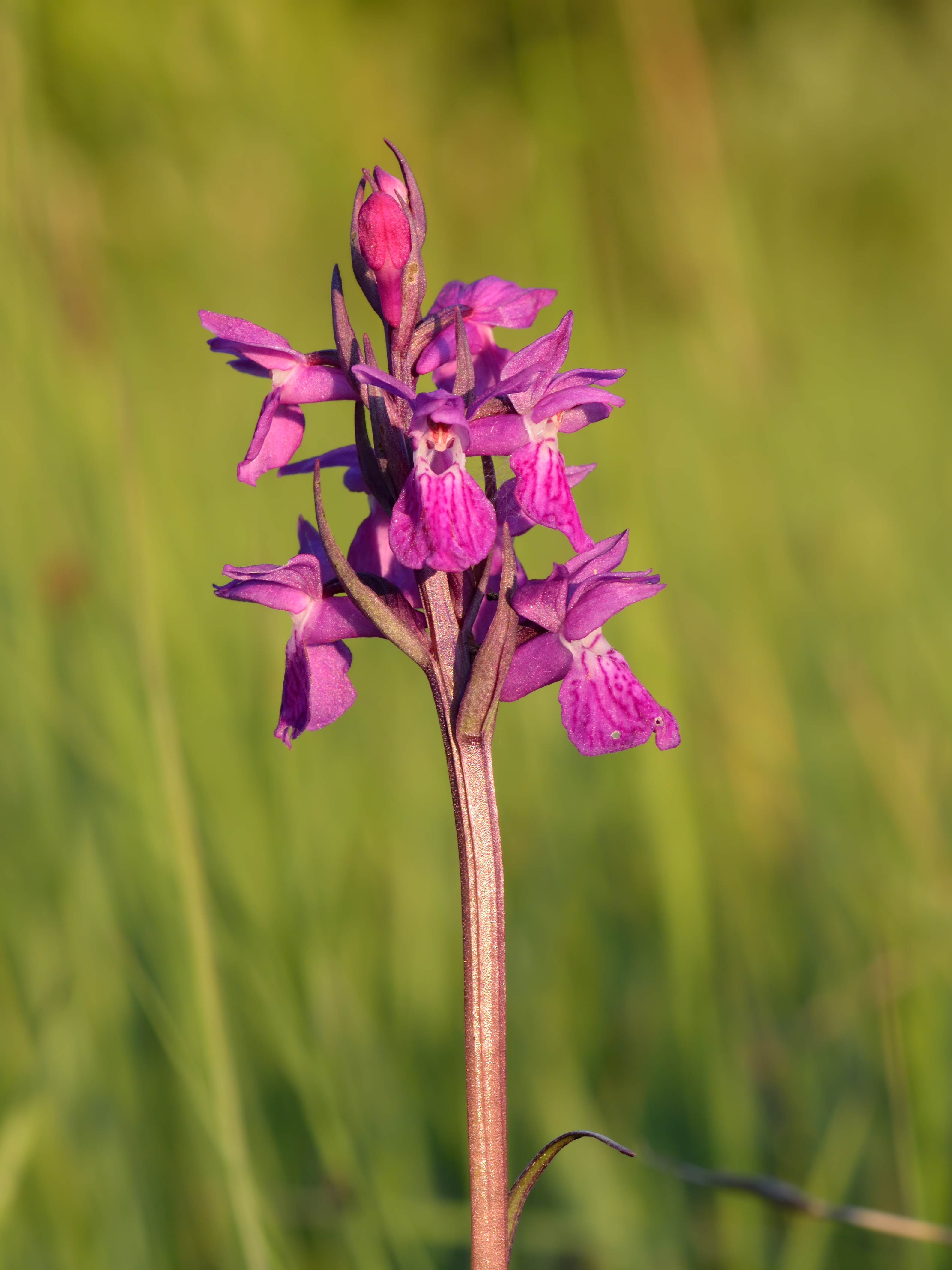
Соцветие

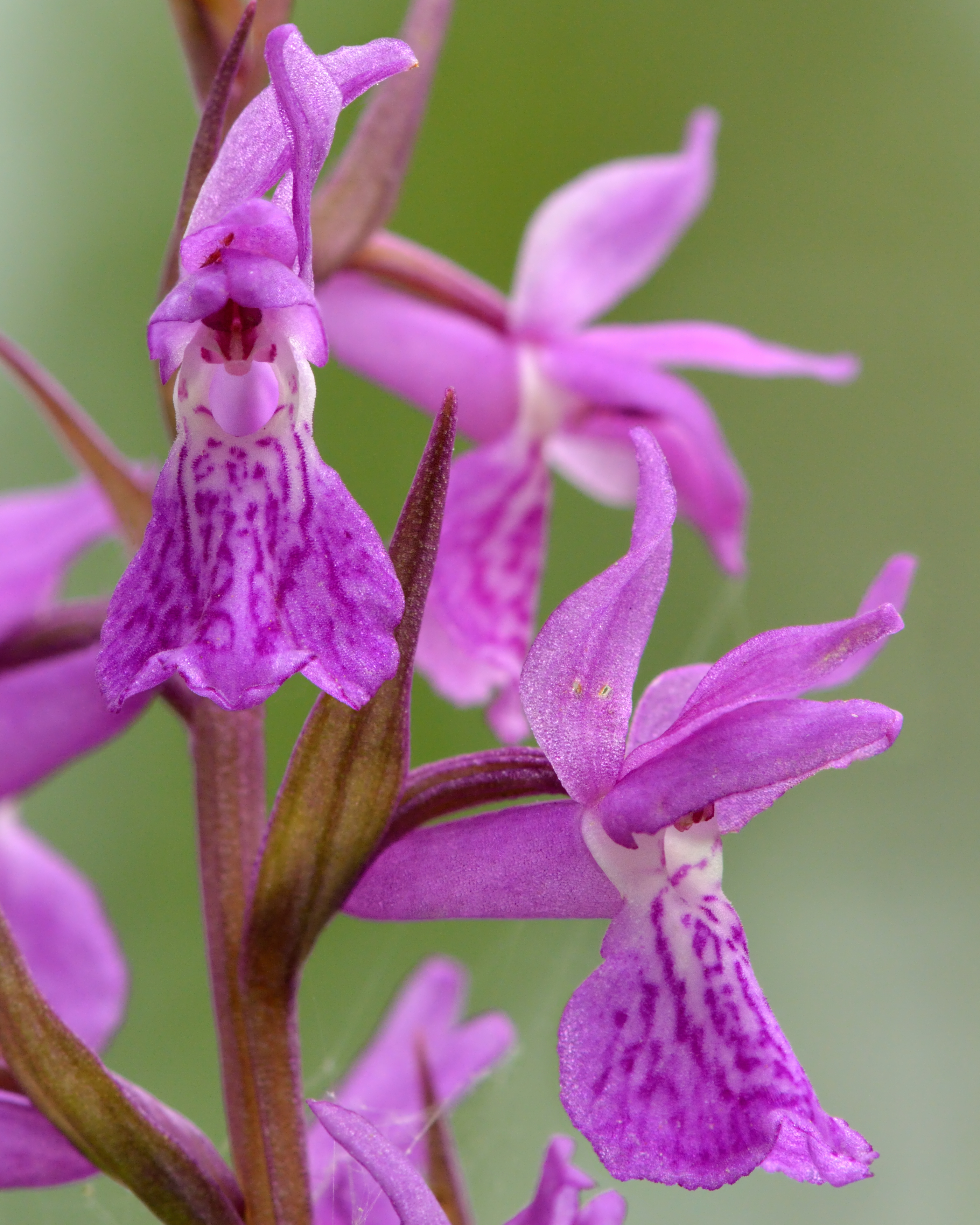
Цветки

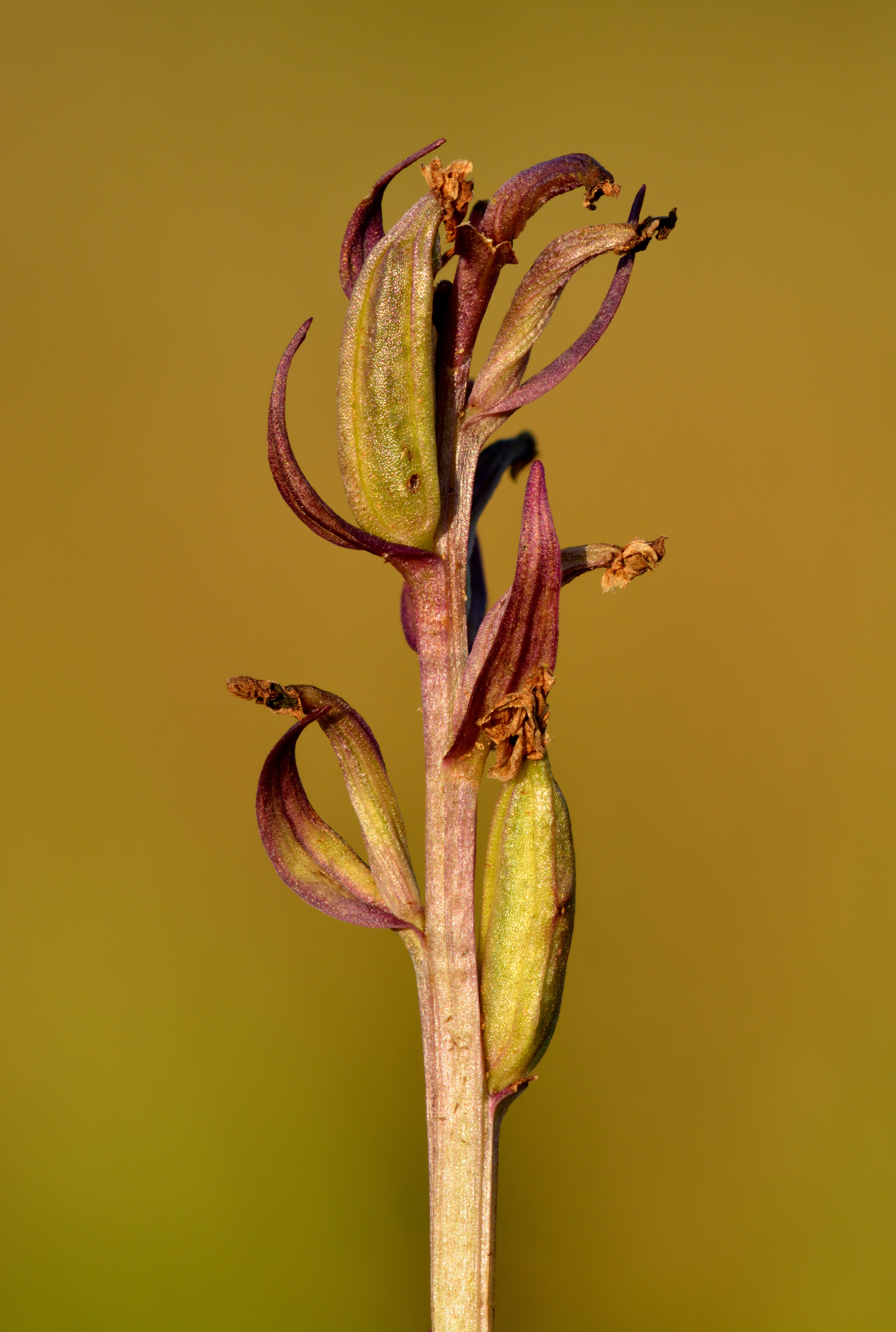
Коробочки

Многолетнее травянистое растение высотой 20—50 см. Клубень двухлопастной, с длинными корневидно — утонченными концами лопастей. Стебель полый, прямой. Листья количеством 3—6, линейные либо узко — ланцетные, килеватые, иногда с бурыми пятнами, длиной 6—10 см.
Соцветие негустое, длиной около 5 см. Листочки околоцветника ланцетной формы, длиной 6—8 мм. Прицветники ланцетные. Цветки темно — пурпурные, короче прицветников. Губа трехлопастная,
округлая; средняя лопасть губы туповатая, длиннее остальных лопастей. Шпорец длиной 7—9 мм, прямой, конической формы.
Завязь сидячая, скрученная, длиннее шпорца. Цветёт в конце июня — начале июля. Плод  — коробочка.
Число хромосом 2n = 80.
Описан из Прибалтики.

## Экология и распространение
Обитает около ручьёв, на сфагновых болотах, разнотравных лугах.
В России встречается в Западной и Средней Сибири. За рубежом встречается в Европе[стиль].

## Охранный статус
Занесён в Красные книги Красноярского края, Башкортостана, Кемеровской области, Новосибирской области, Омской области, Хакасии,
Свердловской области, Тюменской области и Калужской области. Ранее включался в Красную книгу Пермского края.

## Синонимика
По данным The Plant List, вид имеет следующие синонимы:
- Dactylorchis russowii (Klinge) Á.Löve & D.Löve
- Dactylorhiza lapponica subsp. russowii (Klinge) H.Baumann & R.Lorenz
- Dactylorhiza majalis subsp. russowii (Klinge) H.Sund.
- Dactylorhiza traunsteineri var. patula (Klinge) Soó
- Dactylorhiza traunsteineri subsp. russowii (Klinge) Soó
- Orchis angustifolia var. arcuata (Klinge) Klinge
- Orchis angustifolia f. arcuata Klinge
- Orchis angustifolia var. curvata (Klinge) Klinge
- Orchis angustifolia f. curvata Klinge
- Orchis angustifolia f. elongata Klinge
- Orchis angustifolia f. gruneri Klinge
- Orchis angustifolia f. intermedia Klinge
- Orchis angustifolia f. patens Klinge
- Orchis angustifolia var. patula Klinge
- Orchis angustifolia var. russowii Klinge (1893)basionym
- Orchis angustifolia subsp. russowii (Klinge) Klinge
- Orchis angustifolia f. stricta Klinge
- Orchis russowii (Klinge) Kuppf.
- Orchis russowii (Klinge) Klinge
- Orchis russowii (Klinge) Schltr.
- Orchis traunsteineri var. russowii (Klinge) M.Schulze
- Orchis traunsteineri subsp. russowii (Klinge) Soó